# Medaglia per la cattura di Parigi
La Medaglia per la cattura di Parigi (in russo: Медаль «За взятие Парижа») è una medaglia commemorativa attribuita dall'impero russo a quanti avessero preso parte alla conquista di Parigi nell'ambito delle guerre della sesta coalizione antifrancese.

## Storia
La medaglia venne istituita dallo zar Alessandro I di Russia per ricompensare quanti avessero preso parte alla conquista di Parigi nell'ambito delle guerre della sesta coalizione antifrancese. La medaglia venne ufficialmente istituita il 18 agosto 1814, ma venne assegnata a tutti gli effetti solo dodici anni dopo: lo zar, infatti, riteneva poco diplomatico emettere tale medaglia a breve distanza dalla restaurazione dei Borboni sul trono francese, anche perché essa avrebbe rammentato all'Europa intera la sconfitta subita dalla Francia.
L'assegnazione dei premi ai partecipanti alla conquista della capitale francese, perciò, ebbe iniziò il 19 marzo 1826 e si trascinò sino al 1º maggio 1832, motivo per cui in molti ritratti di importanti generali russi raffigurati poco dopo le guerre napoleoniche, questo premio ancora non compare.

## Concessioni
La medaglia venne assegnata a tutto il personale militare, combattente e non, che avesse preso parte alla conquista di Parigi nel 1814.

## La medaglia
La medaglia, in argento, aveva il diametro di 28 mm. Sul diritto, la medaglia presentava un occhio della Provvidenza raggiante sotto il quale stava il profilo laureato dello zar Alessandro I rivolto verso destra. Sul rovescio, la medaglia presentava una corona d'alloro al centro della quale si trovava la scritta in cirillico: "Per la presa di Parigi - 19 marzo 1814". Il nastro era quello dell'Ordine di Sant'Andrea combinato a quello dell'Ordine militare di San Giorgio.
Vennero coniate in tutto circa 150.000 medaglie, coniate dalla zecca di San Pietroburgo. Altre vennero stampate con alcune piccole varianti da officine private, tra cui alcune realizzate in bronzo e poi argentate per contenere le spese.